# Coll de la Maria
El Coll de la Maria és una collada de 1.218,2 metres d'altitud, en el límit dels termes comunals d'Eus i de Molig, tots dos de la comarca del Conflent, a la Catalunya del Nord.
Està situat a l'extrem oest del terme de Molig i a l'est del d'Eus, molt a prop també del triterme amb Catllà.